# بيرل غونزاليس
بيرل غونزاليس (من مواليد 12 أغسطس 1986) هي من أصل مكسيكي، بورتوريكي، فلبيني، أيرلندي. هي لاعبة فنون القتال المختلطة الأمريكية. لقد تنافست سابقًا في بطولة القتال النهائي، وتقاتل حاليًا في قسم وزن القشة في بطولة إنفيكتا للقتال.

## خلفية
ولدت غونزاليس في شيكاغو، إلينوي. كان والداها مدمنين على المخدرات والكحول، مما أزعج طفولتها ومراهقتها. انفصل والداها في النهاية، تاركين بيرل وبقية إخوتها مع والدتهم. بعد أن تعافى والدها، أدخلها والدها في دروس الرياضة القتالية عندما كانت في الحادية عشرة من عمرها. تدربت غونزاليس في وقت لاحق على الملاكمة، وفازت ببطولة القفازات الذهبية للهواة في عام 2008. توقفت عن القتال لفترة من أجل تربية أختها الصغرى، لكنها عادت للقتال في عمر 21 عامًا في مكافحة القيام في شيشرون، إلينوي تحت إدارة قاعة مشاهير المصارعة. بوب شيرمر. تستضيف بيرل حاليًا برنامج جولات إضافية بودكاست على ممر قتال بطولة القتال النهائي.

## مهنة الفنون القتالية المختلطة

### وظيفة مبكرة
بدأت غونزاليس مسيرتها المهنية كهاوية عام 2009، واحترفت منذ عام 2012. تنافست على بطولة القتال العنيف، ومنظمة القتال المتطرفة، وسلسلة قتال سبلود، ونادي هوسير للقتال. جمعت غونزاليس رقما قياسيا من 6-1 قبل التوقيع عليه من قبل بطولة القتال النهائي.

### بطولة القتال النهائي
ظهرت غونزاليس لأول مرة في 8 أبريل 2017 في بطولة القتال النهائي 210 ضد سينثيا كالفيلو. لقد خسرت المعركة عن طريق الاختناق العاري الخلفي. جاءت معركتها التالية في 7 أكتوبر 2017، في مواجهة بوليانا بوتيلو في بطولة القتال النهائي 216. لقد خسرت المعركة بقرار إجماعي. بعد خسارتين في بطولة القتال النهائي، إطلقت سراح غونزاليس من قبل بطولة القتال النهائي وانضمت إلى بطولة إنفيكتا إف سي بطولات القتال بعد فترة وجيزة.

### بطولة إنفيكتا للقتال
ظهرت غونزاليس لأول مرة في الترويج في 24 مارس 2018، في إنفيكتا إف سي 28: ميزوكي ضد جانديروبا ضد كالي روبنز. وفازت بالقتال بقرار إجماعي. واجهت غونزاليس باربرا أسيولي في 4 مايو 2018، في إنفيكتا إف سي 29: كوفمان ضد لينر. لقد أخضعت اسيولي وفازت في المعركة. واجهت غونزاليس دايان فيرمينو في 1 سبتمبر 2018، في إنفيكتا إف سي 31: جانديروبا ضد موراندين. لقد فازت بالقتال بقرار إجماعي. واجهت غونزاليس فانيسا بورتو في بطولة إنفيكتا للقتال الشاغرة في إنفيكتا إف سي 34 في 15 فبراير 2019. لقد خسرت المعركة بقرار فني.
في 4 أكتوبر 2019، واجهت غونزاليس بروغان ووكر سانشيز في إنفيكتا إف سي 37. لقد فازت بالقتال بقرار إجماعي. واجهت غونزاليس ميراندا مافريك في إنفيكتا إف سي 39 في 7 فبراير 2020. لقد خسرت المعركة بقرار إجماعي. كان من المقرر بعد ذلك أن يواجه غونزاليس إيرين بلانشفيلد في بطولة إنفيكتا للقتال الشاغرة في إنفيكتا إف سي 43 في 20 نوفمبر 2020. ومع ذلك، اضطرت غونزاليس للانسحاب بسبب إصابته بكوفيد-19 وكان من المفترض تأجيل المباراة للمستقبل. ومع ذلك، انتهى عقدها مع المنظمة قبل أن تخوض النوبة التاليه.

## مهنة الملاكمة الاحترافية
بعد فوزها بأول مباراتين لها في الملاكمة الاحترافية، من المتوقع أن تواجه جينا مازاني في لعبة جيمبريد للملاكمة 4 في 1 أبريل 2023.

## سجل الملاكمة الاحترافي
| 3 نزال       | 2 فوز | 1 خسارة |
| ------------ | ----- | ------- |
| ضربة القاضية | 1     | 0       |
| قرار القضاة  | 1     | 1       |

| # | النتيجة | سِجِلّ | الخصم         | جولة، الوقت | تاريخ          | موقع                                           |
| - | ------- | --- | ------------- | ----------- | -------------- | ---------------------------------------------- |
| 1 | خسارة   | 2–1 | جينا مازاني   | 6           | 1 أبريل 2023   | مقاطعة ميلووكي (ويسكونسن)، الولايات المتحدة    |
| 2 | فوز     | 2–0 | إيفانا كولمان | 1 (4)، 1:15 | 18 نوفمبر 2022 | مركز بيلوكسي المدني، بيلوكسي، الولايات المتحدة |
| 3 | فوز     | 1–0 | دانييل وين    | 4           | 19 أغسطس 2022  | مركز بيلوكسي المدني، بيلوكسي، الولايات المتحدة |

## الملاكمة العارية
في 22 أبريل 2021، اعلنت عن توقيع غونزاليس عقدًا متعدد القتال مع بطولة القتال العارية. في 1 يونيو 2021، أُعلنت أنه من المتوقع أن تظهر غونزاليس لأول مرة ضد تشاريسا سيغالا في بطولة القتال العارية 18 في 26 يونيو 2021. لقد فازت بالظهور الأول بقرار إجماعي.
جاءت ظهورها في السنة الثانية ضد بريطانيا هارت في بطولة القتال العارية 22 في 12 نوفمبر 2021. لقد خسرت المعركة بقرار إجماعي وذكرت بعد ذلك أنها ستبتعد عن الرياضة. لكن هذه المعركة أكسبتها جائزة قتال الليل.